# 小松川神社
小松川神社（こまつがわじんじゃ）は、東京都江戸川区の神社。

## 歴史
1937年（昭和12年）に創建された。江戸川区小松川の地は、かつては武蔵国葛飾郡西小松川村の一部であり、地理的にも同一の村を形成していた。ところが大正期の荒川放水路の開削により、旧西小松川村の他地域とは地理的に分断されることになった。
そのため、旧西小松川村の鎮守だった新小岩香取神社と西小松川天祖神社に参拝することが困難になった。そこで、二神社の分霊を勧請して新しい神社を創建することになった。場所は、明治7年に廃寺になった「稲荷山西光寺」跡地に建てられた。その際に西光寺境内に鎮座していた浅間神社、水神社および西小松川村の一部の家で祀られていた御嶽神社が境内末社に加えられた。
小松川第二尋常小学校（現・江戸川区立小松川小学校）では通学域内に鎮守が無かったことから、神社創建後、毎月1日および15日に職員および児童による参拝が行われており、1940年（昭和15年）からは毎月10日、20日、30日には第四学年以上の学級により輪番で清掃奉仕も行われていた。
平成期から始まった都市再開発に伴い、当社も若干位置を移動した。

## 交通アクセス
- 東大島駅より徒歩12分。